# Jenthe Biermans
Jenthe Biermans (Geel, 30 de octubre de 1995) es un ciclista profesional belga que desde 2023 corre para el equipo Arkéa-B&B Hotels.

## Palmarés
2023
- Clásica de Mascate
- 1 etapa del Tour de Luxemburgo

2024
- Route Adélie

## Resultados en Grandes Vueltas
| Carrera | Carrera         | 2014 | 2015 | 2016 | 2017 | 2018 | 2019  | 2020 | 2021 | 2022  | 2023  | 2024 |
| ------- | --------------- | ---- | ---- | ---- | ---- | ---- | ----- | ---- | ---- | ----- | ----- | ---- |
|         | Giro de Italia  | —    | —    | —    | —    | —    | 117.º | —    | —    | 123.º | —     | Ab.  |
|         | Tour de Francia | —    | —    | —    | —    | —    | —     | —    | —    | —     | 128.º | —    |
|         | Vuelta a España | —    | —    | —    | —    | —    | —     | —    | —    | —     | —     | —    |

—: no participa

Ab.: abandono